# ديان فاينستاين
ديان غولدمان برمان فاينستاين (بالإنجليزية: Dianne Feinstein)‏ (ولدت باسم ديان إيميل غولدمان في 22 يونيو عام 1933) هي سياسية أمريكية عضو كبير في مجلس الشيوخ الأمريكي عن ولاية كاليفورنيا. تولت منصبها في 4 نوفمبر 1992. وهي عضو في الحزب الديمقراطي، وكانت فاينستاين عمدة سان فرانسيسكو من عام 1978 حتى عام 1988.
ولدت فاينستاين في سان فرانسيسكو، وتخرجت من جامعة ستانفورد عام 1955 بدرجة بكالوريوس الآداب في التاريخ. وعملت في ستينيات القرن العشرين في حكومة المدينة، وانتُخبت لمجلس المشرفين في سان فرانسيسكو عام 1969. وشغلت منصب أول رئيسة للمجلس في عام 1978، وخلال تلك الفترة كان اغتيال عمدة المدينة جورج موسكون ومشرف المدينة هارفي ميلك على يد دان وايت محط الاهتمام الوطني. وقد خلفت فاينستاين موسكون في منصب عمدة سان فرانسيسكو لتصبح أول امرأة تخدم في هذا المنصب. وخلال فترة ولايتها، قادت تجديد نظام التلفريك في المدينة، وأشرفت على المؤتمر الوطني الديمقراطي لعام 1984.
بعد خسارة السباق الانتخابي على منصب الحاكم عام 1990، فازت فاينستاين في انتخابات خاصة عام 1992 لمجلس الشيوخ الأمريكي. انتُخبت فاينستاين لأول مرة في نفس التصويت كما نظيرتها بربارة بوكسر، وأصبحتا أول عضوتين في مجلس الشيوخ عن ولاية كاليفورنيا. ثم أعيد انتخاب فاينستاين خمس مرات منذ ذلك الحين، وفي انتخابات عام 2012، حازت على 7.75 مليون صوت، وهي أكثر أصوات يُحصل عليها في أي انتخابات لمجلس الشيوخ الأمريكي في التاريخ.
كانت فاينستاين كاتبة قانون الحظر الفيدرالي للأسلحة الهجومية لعام 1994 والذي انتهت صلاحيته عام 2004. وفي عام 2013، قدمت مشروع قانون جديد للأسلحة الهجومية ولكنها فشلت في تمريره. وكانت فاينستاين المرأة الأولى والوحيدة التي ترأست لجنة القواعد في مجلس الشيوخ (2007 - 2009) ولجنة الاستخبارات في المجلس (2009-2015). وكانت المرأة الوحيدة التي ترأست حفل تنصيب رئاسي أمريكي حتى الآن. وتُعتبر فاينستاين أكبر أعضاء مجلس الشيوخ الأمريكي بعمر يناهز 86. وعند تقاعد بربارة مايكولسكي في يناير 2017، أصبحت فاينستاين صاحبة أطول خدمة لامرأة في مجلس الشيوخ الأمريكي، وما تزال في منصبها. وبعد إعادة انتخابها عام 2018 لفترة ست سنوات تنتهي في يناير 2025، ستصبح فاينستاين صاحبة أطول خدمة في مجلس الشيوخ في التاريخ في 5 نوفمبر 2022 إذا أتمت فترة ولايتها بالكامل.

## نشأتها وتعليمها
ولدت فاينستاين باسم ديان إيميل غولدمان في سان فرانسيسكو، والدتها بيتي (لقبها قبل الزواج روزنبرغ)، وهي عارضة سابقة، ووالدها ليون غولدمان، وعمل جراحًا. كان أجداد فاينستاين لأبيها من المهاجرين اليهود من بولندا. أما أجدادها لأمها، عائلة روزنبرغ، فكانوا من سانت بطرسبرغ، روسيا. وأصولهم ألمانية يهودية، مارسوا شعائر المذهب الأرثوذكسي الروسي (المسيحي)، بسبب إلزام اليهود المقيمين في سانت بطرسبرغ بذلك. وانتقلت هذه العقيدة المسيحية إلى والدة فاينستاين، التي أصرت على نقلها من مدرسة يوم اليهودية إلى مدرسة كاثوليكية محلية مرموقة؛ ومع ذلك، فإن دين فاينستاين مدرج على أنه اليهودية. تخرجت فاينستاين من دير ثانوية القلب المقدس في سان فرانسيسكو عام 1951، ومن جامعة ستانفورد عام 1955 بدرجة بكالوريوس الآداب في التاريخ.

## بواكر مهنتها السياسية
من عام 1955 حتى عام 1956، كانت فاينستاين زميلة في مؤسسة كورو في سان فرانسيسكو. وفي عام 1960، عُينت فاينستاين في مجلس الإفراج المشروط عن ولاية كاليفورنيا من قبل بات براون حاكم كاليفورنيا آنذاك. وخدمت في المجلس حتى عام 1966.

## روابط خارجية
- ديان فاينستاين على موقع IMDb (الإنجليزية)
- ديان فاينستاين على موقع الموسوعة البريطانية (الإنجليزية)
- ديان فاينستاين على موقع مونزينجر (الألمانية)
- ديان فاينستاين على موقع ميوزك برينز (الإنجليزية)
- ديان فاينستاين على موقع إن إن دي بي (الإنجليزية)
- ديان فاينستاين على موقع قاعدة بيانات الفيلم (الإنجليزية)